# رودا مولودزی
رودا مولودزی (انگلیسی: Rhoda Mulaudzi؛ زادهٔ ۲ دسامبر ۱۹۸۹) بازیکن فوتبال اهل آفریقای جنوبی است.
وی همچنین در تیم ملی فوتبال زنان آفریقای جنوبی بازی کرده‌است.